# Erris
Erris (en irlandais : Iorras) est une baronnie au nord-ouest du comté de Mayo en Irlande, de plus de 1 050 km2. La majeure partie de son territoire est couvert de marais en zones montagneuses. Ses frontières nord et ouest sont formées par la mer. Belmullet et Bangor Erris sont les villes principales. Le nom d'Erris provient de la langue irlandaise 'Iar Ros' signifiant 'promontoire de l'ouest'. À l'ouest, se trouvent le sauvage Océan Atlantique et les baies de Broadhaven et Sruth Fada Conn. Encore plus à l'ouest, la baie de Blacksod. Ses côtes les plus élevées sont les péninsules de Doohoma, Mullet, Erris Head, le Dún Chiortáin et le Dún Chaocháin et Benwee Head.
Erris comprend cinq paroisses catholiques : Kilcommon, Kilmore, Kiltane, Belmullet et Ballycroy.

## Géographie

### Topographie
Le long de la côte, se trouvent plusieurs îles inhabitées. Parmi elles : les îles d'Inishkea,, Inishglora, Duvillaun, les « Stags » de la baie de Broadhaven et beaucoup d'îles plus petites.

### Géologie
Les rochers les plus vieux en Irlande, datant de plus de 1,8 billon d'années se trouvent sur la côte ouest d'Erris. Les gneiss orange ou rose sont visibles sur les plages d'Elly Bay et Annagh Head où elles ont été isolées du même socle sur la côte est du Canada du nord, par la séparation des plaques tectoniques au milieu de l'Océan Atlantique, depuis plusieurs centaines de millions d'années,,.
« Erris Head » (Irlandais : Ceann Iorrais) est un promontoire à la pointe extrême nord de la péninsule de Mullet. C'est un territoire bien connu des marins et une des zones maritimes citées par les prévisionnistes météo de la radio de Met Eireann.  Le trait de côte d'Erris a les plus grandioses falaises d'Irlande, surplombant l'océan, le prochain arrêt étant la côte est de l'Amérique. 

### Faune et flore

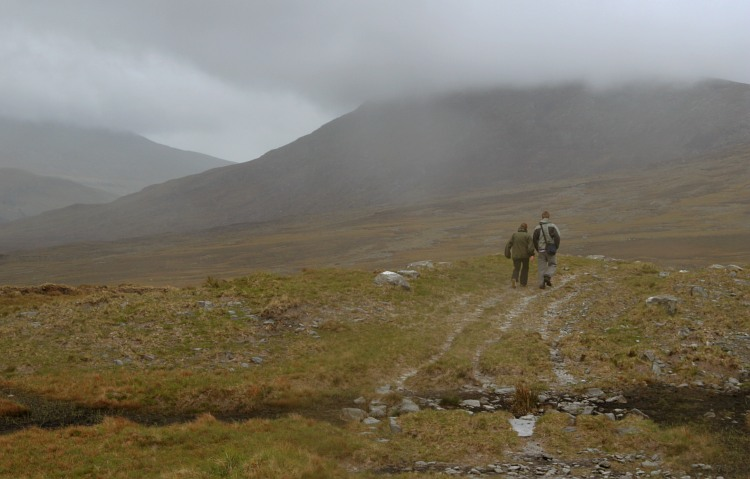
Bangor Way, chemin de randonnée balisé.

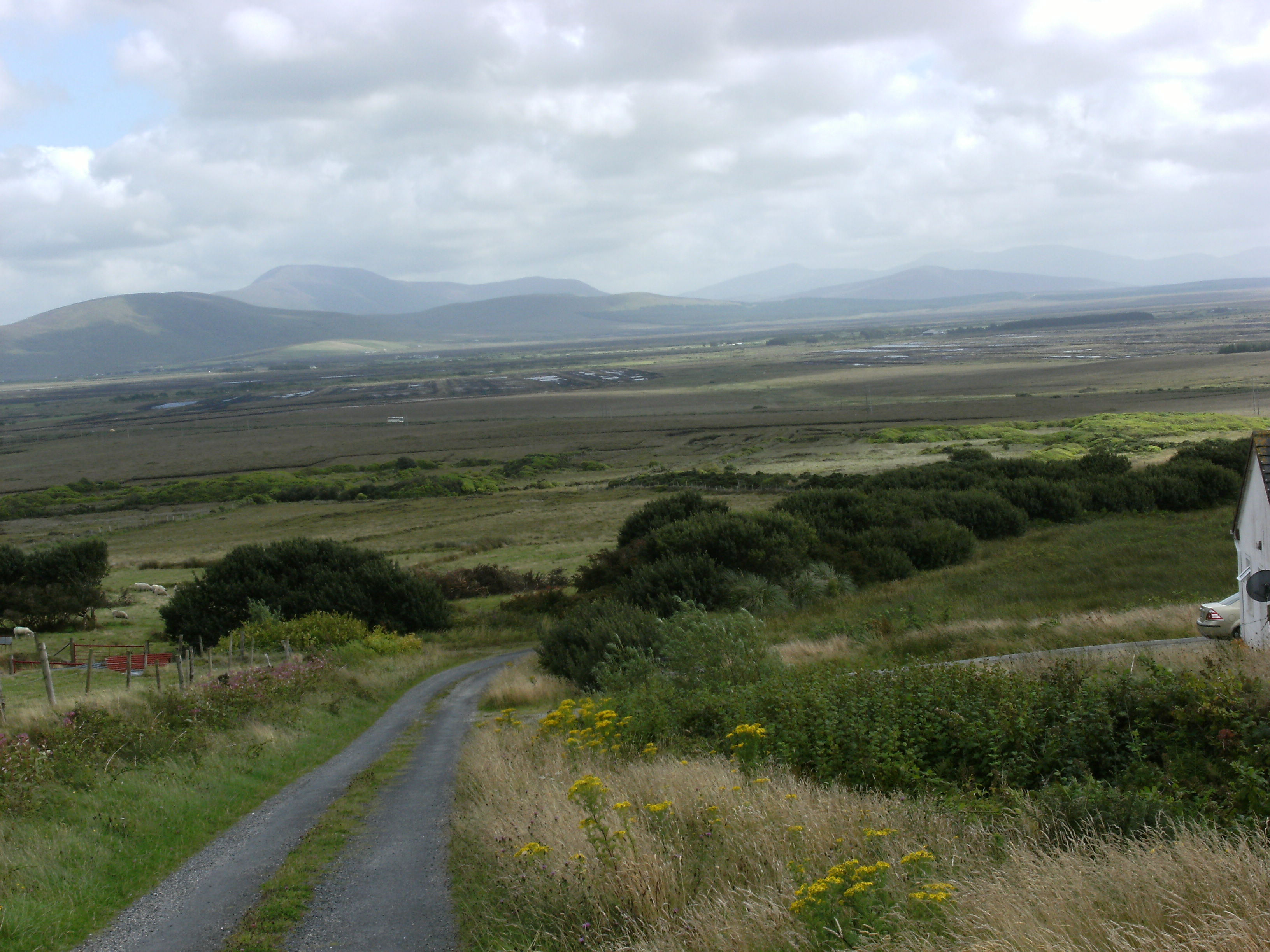
Vue des marais d'Erris (blanket bog) au sud, à partir du lac de Carrowmore.

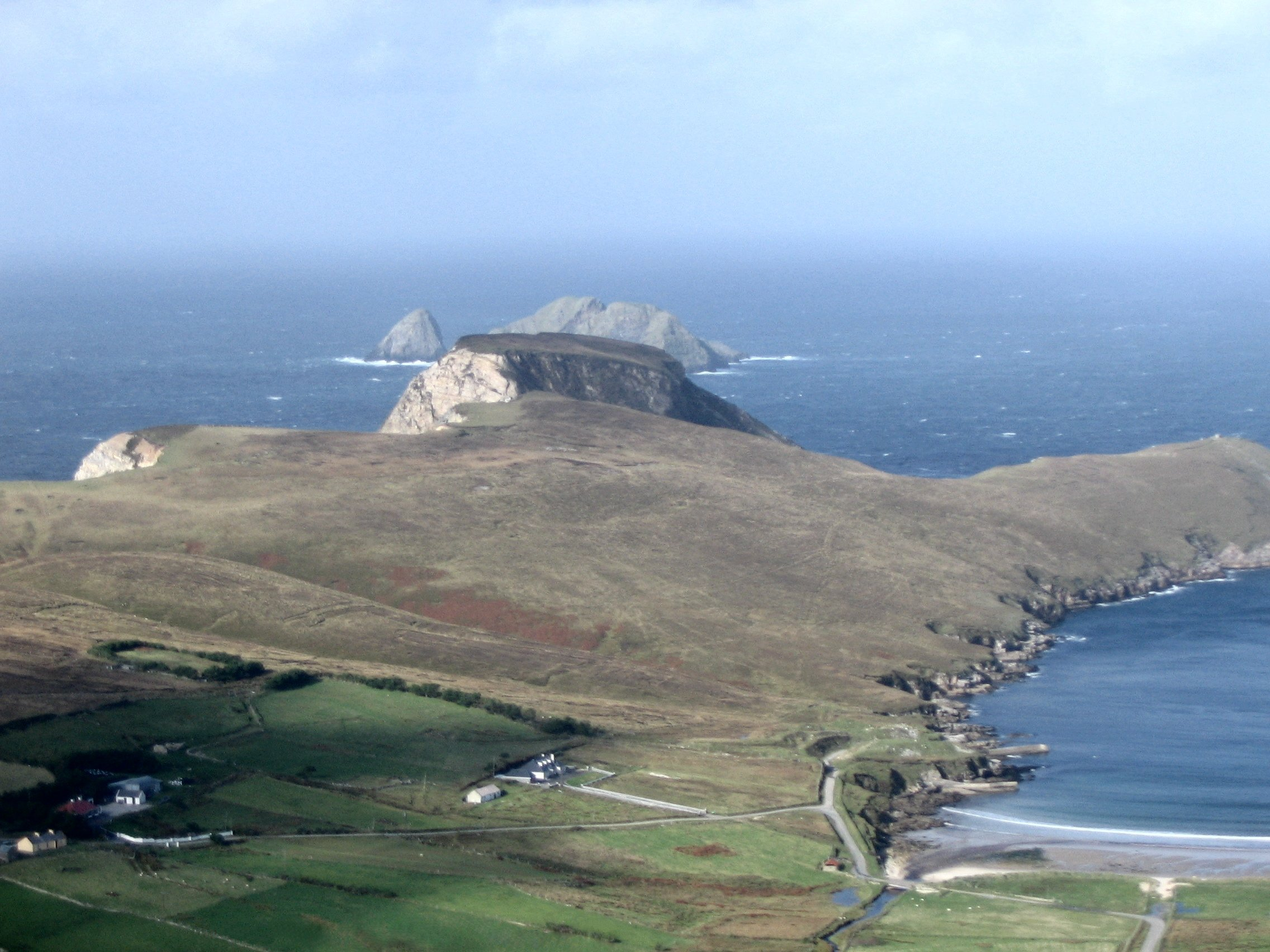
An Dúna à Kilgalligan, Kilcommon, Erris.

L'eau de pluie apportée de manière continue et régulière a façonné le paysage. Les marais sont acides avec un pH entre 3.5 et 4.2, caractéristique de l'endroit. L'habitat spécifique qui en résulte accueille des espèces particulières pour la flore, surtout des mousses  bryophytes, des plantes carnivores et des fleurs délicates comme le Mouron rouge (Anagallis arvensis, Scarlet pimpernel, en anglais).
Les grenouilles, insectes et oiseaux en tous genres y ont élu domicile plutôt qu'ailleurs,.

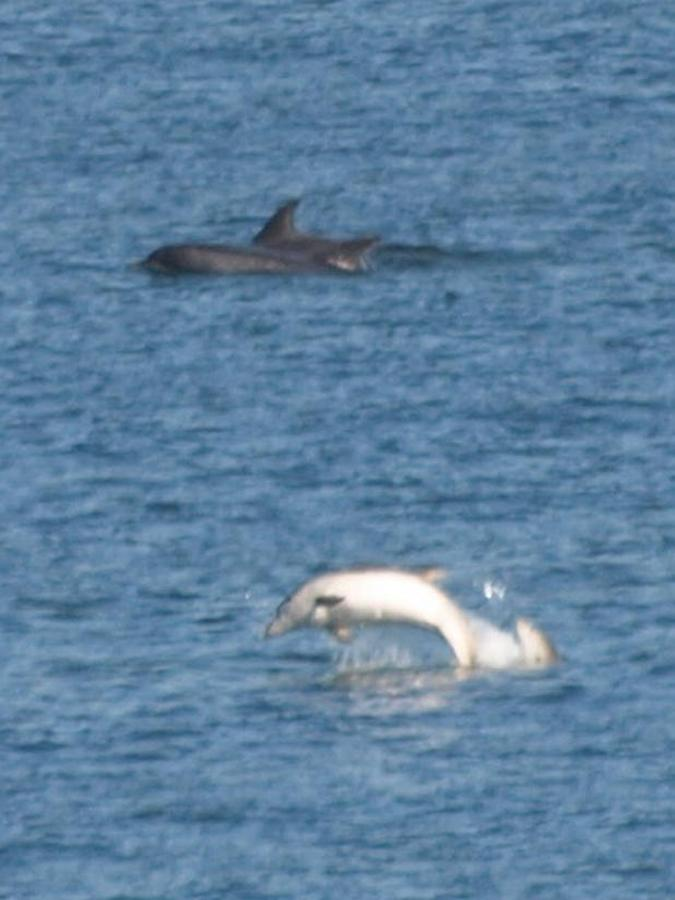
Bâtifolage de dauphins dans la baie de Sruwaddacon, Kilcommon, Erris, Comté de Mayo. août 2010.

La législatiion européenne a protégé plusieurs zones comme « Special Protection Areas » (directive oiseaux). En particulier, l'ensemble des marais de Glenamoy, le parc national de Ballycroy et Bellacorick. 
Erris est composé de différents habitats très variés : marais entourés de montagnes, estuaires, marécages saumâtres, lacs d'eau fraiche, côtes, falaises, dunes de sable, prés-salés, plages sablonneuses, et rivages rocheux. C'est un endroit très prisé pour les amateurs d'observation d'oiseaux qui y trouvent un lieu sans arbre, très dégagé, facilitant leur passion. Des espèces comme le Râle des genêts (Crex crex) (corncrake, en anglais) et le rare  Phalarope à bec étroit (Red-necked Phalarope, en anglais) fréquentent le secteur. La Bernache cravant (Brent Geese, en anglais) se nourrit ici tout l'hiver, le long des estuaires. Le Chardonneret élégant (European Goldfinch, en anglais), le Faucon crécerelle et le Héron  cendré sont très communs.

### Transports
Erris Head n'est desservi par aucune voie routière et ne peut être atteint qu'en traversant un certain nombre de champs à partir du hameau de Glenlara où la route s'arrête.

## Histoire

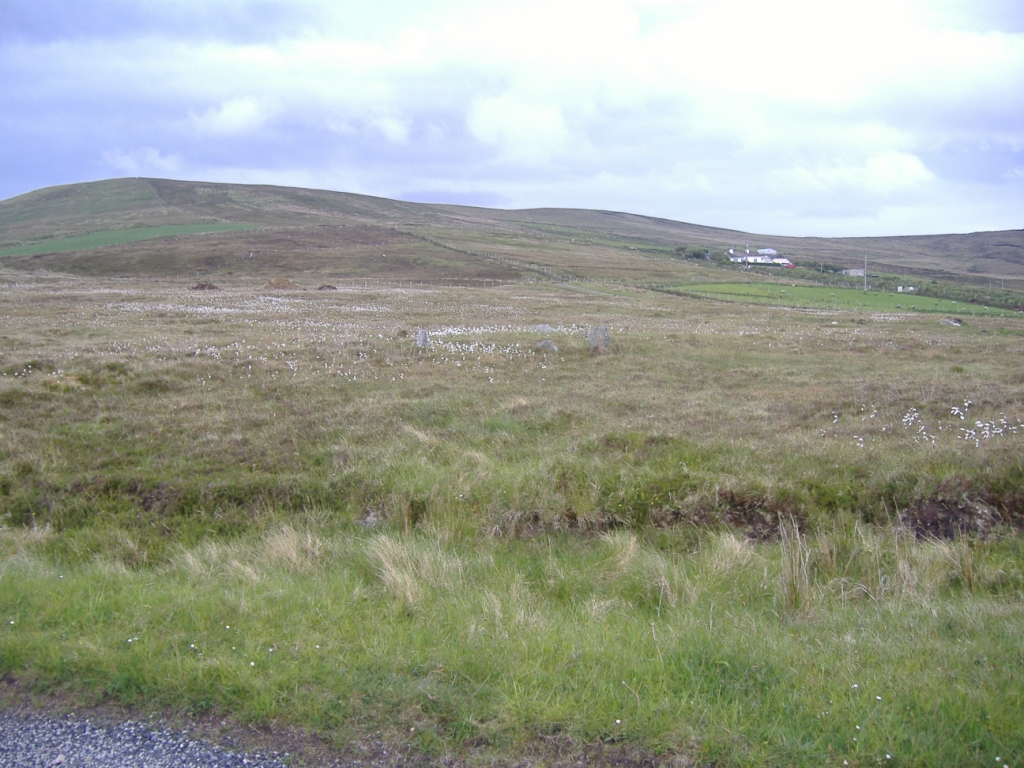
Des pierres en cercle, à Gortbrack, paroisse de Kilcommon, Erris.

Erris, comme la plus grande partie du territoire irlandais s'est couvert de forêts natives  quelques milliers d'années après la fin du dernier Âge glaciaire (il y a approximativement 15 000 ans). Cependant, les rivages du nord et due l'ouest sont restés relativement légèrement boisés. Dans la région d'Erris, Les troncs gris fossilisés que l'on trouve dans les paysages de marécages sont les témoins de témoins de l'existence de ces forêts antiques de pins sylvestres. C'est encore plus évident quand il y a eu une récolte de tourbe calcaire pour servir de combustible. L'étrange chêne des marais pétrifié peut également être trouvé en cet endroit. Pendant la période néolithique, il y a environ 6 000 ans les premiers habitants de l'Irlande dont les ancêtres avaient chassé et s'étaient rassemblés le long des côtes d'Erris, environ 9 000 ans auparavant, commencèrent à couper la forêt pour se mettre à l'agriculture et à l'élevage. L'érosion s'est alors installée, les obligeant à continuer plus loin la déforestation. Davantage d'informations archéologiques sur la paroisse de Kilcommon sont disponibles sur 'Comhar Dún Chaocháin Teo' à 'Carrowteige'.  Certains sites archéologiques sont signalés sur les cartes de l'Ordnance Survey.
Quelques petites églises ont été construites dans les premiers temps du christianisme mais pas de monument majeur. 
Les Binghams et les Carters étaient les deux seuls landlords d'Irlande à l'époque des implantations anglaises (Plantations of Ireland).  Au milieu du XVIIe siècle, la police d'Oliver Cromwell notait que les irlandais avaient bien du mal à survivre avec une agriculture très peu productive et la mainmise des landlords et leurs agents.[réf. nécessaire] 
Pendant la grande famine de 1845 - 1847, malgré la proximité de la mer, beaucoup sont morts de faim sans pouvoir se payer la traversée vers l'Amérique.
Au XIXe siècle et au début du XXe siècle, des écrivains tels Patrick Knight (Erris in the Irish Highlands), Caesar Otway (Sketches in Erris and Tyrawley) et Thomas Johnson Westropp (The Promontory Forts and Early Remains of the Coast of Mayo) témoignent de la situation. 
La légende du « Táin Bó Flidhais », (Ulster Cycle) concerne la baronnie d'Erris au premier siècle de notre ère.

## Économie

### Tourisme

#### Activités de loisirs

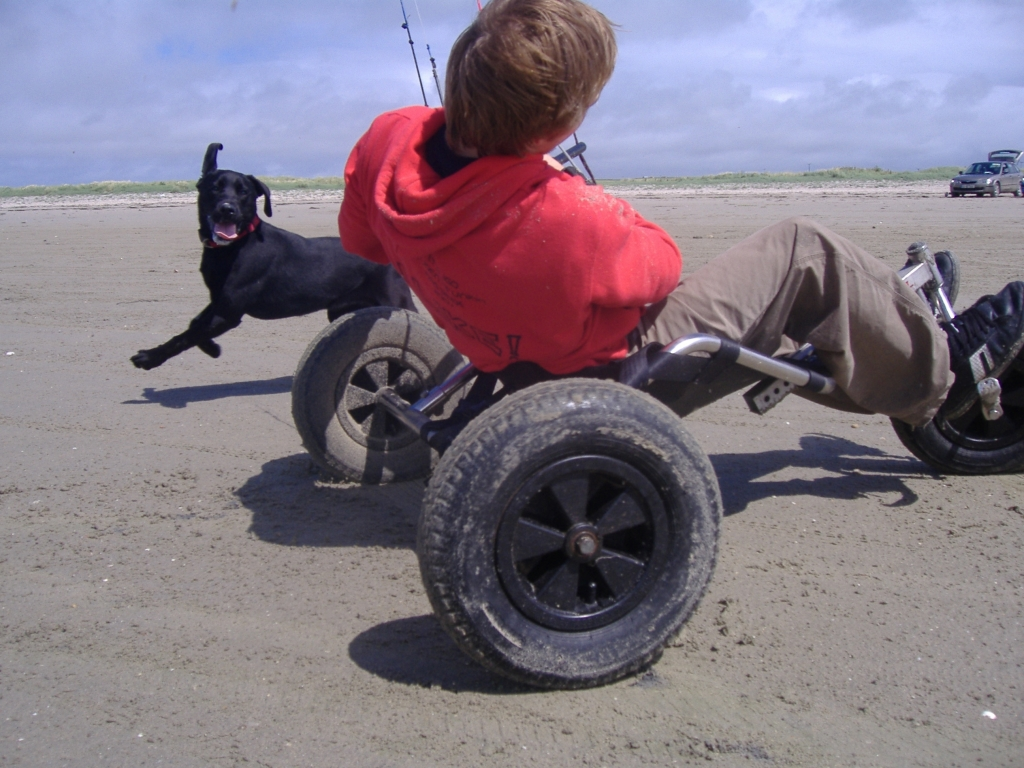
Kite à Claggan Island tombola, Erris.

Erris est un endroit reconnu pour  différentes activités liées à l'eau : pêche, voile, surf, natation, planche à voile, kite-surf.

#### Randonnées
On trouve beaucoup de chemins de randonnée à Erris : 
- chemins en haut des falaises, au-dessus de l'Atlantique, dans la baie de Broadhaven, le long de Benwee Head, Glinsk et la côte au nord de Mayo ;
- les détails de Comhar Dún Chaocháin Teo dans Carrowteige, les marches dans les montagnes isolées à travers des paysages inhabités d'une grande beauté sauvage et naturelle, de longues distances à parcourir comme le « Bangor Trail » et le « Western Way »[18],[19].

##### Le chemin des sculptures de Tír Sáile
En 1993, a été mis en place le « Tír Sáile Sculpture Trail ». Le projet a été mis en œuvre pour commémorer les 5 000 ans de vie dans le comté de Mayo. Cet itinéraire passe par plusieurs sites d'Erris, à partir de la pointe de la péninsule de Mullet, en passant par Kilcommon, Belderrig et Ballycastle.
Les premières sculptures ont été érigées en 1993 et, depuis, d'autres ont été ajoutées.  La sculpture des « enfants du  roi Lir » (Children of Lir) est une des dernières productions.  Les travaux doivent s'incorporer dans le paysage et dans l'héritage culturel, même si les artistes viennent du monde entier.

### Exploitation des ressources
Erris dispose d'un potentiel considérable pour ce qui est de l'énergie des océans grâce à sa situation près des côtes de l'océan Atlantique  et aux vents constants venant de la mer. Ces ressources sont soulignées pour le développement. Des opportunités existent pour les  projets de développement de fermes utilisant la force des vagues de l'océan, la force des marées, des usines hydro-électriques et les fermes éoliennes entre autres formes propres de production d'énergie,.

#### Gisement de gaz Corrib

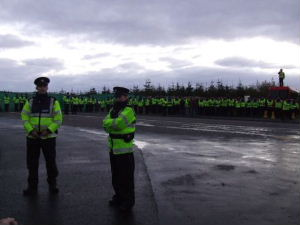
Garda Siochana à Bellanaboy.

La découverte du gisement de gaz dans l'Océan Atlantique à quelque 85 km de la baie de Broadhaven a mené au projet d'exploitation et à la 'controverse de Corrib' (Corrib gas controversy).  Un gaz naturel brut, sans odeur, issu des gisements de l'océan Atlantique devrait être acheminé à Glengad par pipe-line à haute pression en traversant le territoire de Kilcommon, vers une raffinerie  à 10 km à l'intérieur des terres.  De la documentation a été réalisée sur le sujet. Un film documentaire, The Pipe par le réalisateur local, Richard O'Donnell, a été projeté au 'Galway Film Festival', le 8 juillet 2010.

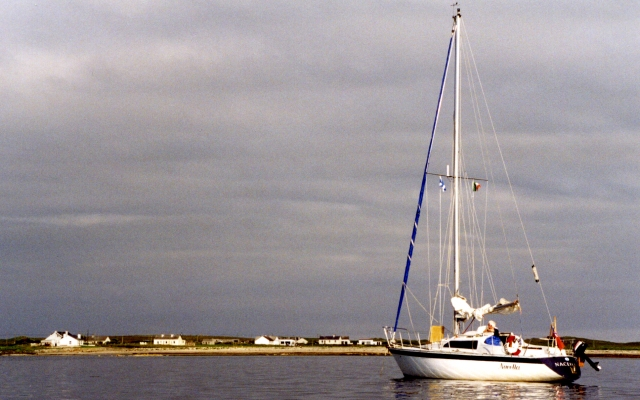
Elly Bay sur la péninsule de Mullet.

## Culture

### Langue

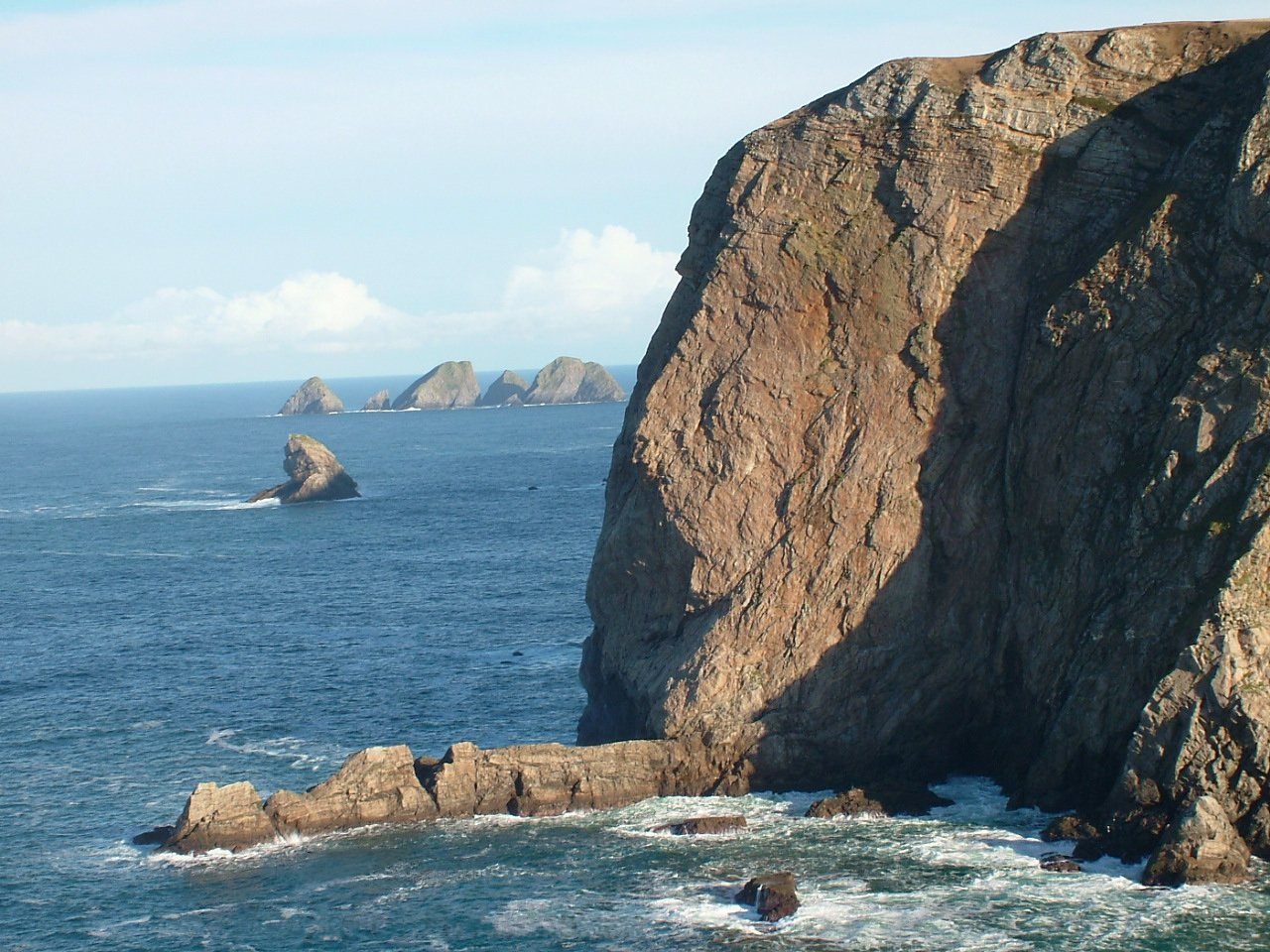
La baie de Broadhaven avec Benwee Head en arrière.

Une partie d'Erris se trouve dans le secteur de Gaeltacht, où on parle d'abord irlandais : An Fál Mór, Tamhaiin na hUltaí, Glais, Eachléim, Tearmann, Tránn, An Mullach Rua, Cartúr, An Baile Úr, Cill Ghallagáin, Ceathrú na gCloch, Port a' Chluaidh, Ros Dumhach et Ceathrú Thaidhg. Ce  dernier lieu, Ceathrú Thaidhg, est l'endroit où l'irlandais est le plus parlé. Entre 1 500 et 2 000 habitants ont l'irlandais comme langue de naissance à Erris.[réf. nécessaire]

### Folklore
Le folklore a toujours été et demeure à notre époque un élément important pour la culture d'Erris,. Une grande partie du folklore vient des contes sur l'Âge du fer et de légendes.
Beaucoup de contes du folklore, très bien connus, proviennent d'ici. 
Les Enfants du roi Lir ((en) Children of Lir), d'après la tradition, sont enterrés sur l'île d'Inisglora.  Les enfants ont été changés en cygnes par leur belle-mère, jalouse, et condamnés à passer 900 ans sur les lacs et plans d'eau d'Irlande. Quand, finalement, ils ont demandé à retourner à l'état humain, à Inisglora, ils étaient si vieux qu'ils sont morts et ont été enterrés sur place.
Táin Bó Flidhais est l'histoire d'un vol de bestiaux dans lequel les voleurs sont venus dans la baronnie d'Erris, partis de du site royal de Cruachán (Rathcroghan) à Tulsk, Co. Roscommon pour aller au fort de Rathmorgan fort (Iorras Domhnann) à l'extrémité sud du lac de Carrowmore, au centre de la baronnie.  Les restes du fort de Rathmorgan au sommet de la montagne, peuvent être aperçus de la route en-dessous.
Brian Rua U'Cearbhain d'Inver est connu dans le folklore comme le prophète d'Erris.
Le petit village de Glencastle possède quelques importants tertres, dans son étroite vallée, dont l'origine n'est pas naturelle. Ils peuvent être remarqués, à droite, au bord de la route, en approchant de Belmullet, en venant de l'est.  Il n'y a jamais eu d'étude archéologique mais les légendes locales rappellent qu'il s'agissait d'un ancien poste frontière pour rentrer à Mullet et qu'un péage était dû sinon on ne revoyait jamais le voyageur.  Dans ce secteur de Mayo, aucune route n'existait jusqu'à il y a environ 200 ans.  Ces dernières années, l'exploitation de carrières à Glencastle a endommagé sérieusement la vallée.